# La calle de la Cabeza Perdida
La calle de la Cabeza Perdida es una novela de misterio del escritor belga Jean Ray. Pertenece a la serie protagonizada por el detective Harry Dickson, el llamado "Sherlock Holmes americano".
“La calle de la Cabeza Perdida”, fatídico nombre aplicado a una callecita situada en una tranquila localidad de la campiña inglesa, va a ser el principal núcleo de una serie de misteriosos y terribles sucesos que conmocionan al país. Las horrendas actividades llevadas a cabo por una organización criminal, que se supone regida por los infernales poderes de la magia negra, serán definitivamente atajadas, en su lucha implacable a favor de la justicia, por la audacia y la inteligencia de Harry Dickson.

## Argumento
Miss Arabella Slowby y su prima Betsy Wood, dos sexagenarias de la villa de Harcester, reciben la visita de un caballero. Para sorpresa de su sirvienta, Sara Fleggs, la cena se convierte en un festín. Al día siguiente, Sara da la voz de alarma: las señoras han desaparecido. El comisario Brewster sólo encuentra un pequeño dibujo en el mantel: una especie de torre con almenas, erizada de tres alabardas y flanqueada en su base por un friso de caballos. Abe Niggins, archivero de la villa, y su sobrino Charley, visitan la casa de las tres hermanas Jason. Antes de desaparecer, se comenta, Miss Wood había sido vista en la calle de la Cabeza Perdida, llamada así por una estatua sin cabeza, que es famosa por su hotel de mala reputación. Tras reunirse en él, Charley y Mathilde Jason, atemorizados por la desaparición de las primas, huyen a Londres. Niggins le dice a Brewster que el dibujo del mantel simboliza a Babilonia.
De Londres llegan los policías Harry Dickson y su ayudante Tom Wills, con fotografías que muestran a las primas asesinadas en la guarida de unos falsificadores de monedas. El dibujo del mantel coincide con el encontrado en la guarida. Charley manda un telegrama desde Londres, y él y Mathilde regresan casados junto a Niggins y Elody, la mayor de las Jason, que así lo han decidido, pese a que ella le dobla la edad y él estaba comprometido con Muriel, la hermana menor.
Harry y Tom, que se han hecho pasar por vendedores ambulantes, cenan con Casimir Asher, el boticario, a quien prometen comprar ciertos productos. Unos ruidos los llevan al laboratorio. Alguien ha huido por la ventana. Sobre una mesa hallan oropimente, una mezcla de arsénico muy rara. Brewster informa a Harry de que el dibujo del mantel era usado por una secta a la que perteneció el padre de Betsy Wood. Asher y dos empleados de Pascrew, dueño del hotel de la calle de la Cabeza Perdida, aparecen asesinados, así como Sara Flaggs y Niggins, que estaban comprometidos. Charley y Mathilde son detenidos. A él se le encuentra encima oropimente. Harry le cuenta a Brewster que hace treinta años, en Bamchester, existió un hotel de mala fama en una calle llamada de la Cabeza Perdida. El profesor Wood lo convirtió en refugio de una secta alquimista. Tras él Pascrew siguió intentando convertir el oropimente en oro. Un día desaparece y alguien toma su nombre y convierte el hotel en un club de malhechores, matando a quien le traiciona, hasta que es detenido. Desaparecido el Pascrew de Harcester, alguien, que conocía la historia de Bamchester, lo suplanta. Harry, Tom y Brewster van a la calle de la estatua sin cabeza, que en realidad la tiene perfilada en los pliegues de su manto de piedra. Un mecanismo desplaza la estatua. Todos bajan por la abertura descubierta. Encuentran una representación de Baal, dios babilónico. Una bola de fuego les hace huir por un pasillo que conduce a las afueras de la villa, desde donde contemplan atónitos el incendio de Harcester. Casi toda la población muere. 
Un mes después, ya en Londres, Harry le cuenta a Tom lo sucedido: Betsy Wood, heredera espiritual de su padre, siguió sus pasos. Cogió a un comparsa para hacer el papel del nuevo Pascrew, pero éste le traiciona y desaparece. Alguien tomó el papel. Betsy, temerosa, finge la visita del inicio y escapa junto a su prima por un pasadizo subterráneo. Pero son sorprendidas y asesinadas, siendo trasladados sus cadáveres al club londinense de Betsy Wood. Harry, Tom y Brewster se trasladan a Bamchester y allí encuentran a las hermanas Jason y a Charley, que escaparon al incendio. Se descubre que el suplantador fue Abe Niggins, que junto a su sobrino se aprovechó de una extraña enfermedad de Mathilde que hacía que se transformase en un ente parecido a Baal, con una fuerza prodigiosa. Ella cometió todos los asesinatos. Pero no pudieron controlarla. Ahora, tras su última transformación ante los ojos de Harry y los demás, muere. Muriel también muere poco después. Elody, la mayor, obliga a Charley a casarse con ella.

## Capítulos
- I. La desaparición de las señoras Slowby y Woods
- II. El visitante de medianoche
- III. Una cena en Londres y una cena en Harcester
- IV. La noche roja
- V. La noche roja (Cont.)
- VI. La transformación monstruosa
- Epílogo

## Edición en español
La calle de la Cabeza Perdida es la quinta novela aparecida en la colección «Harry Dickson», que Ediciones Júcar empezó a publicar en 1972.